# Warnang jezik
Warnang jezik (werni; ISO 639-3: wrn), nigersko-kongoanski jezik heibanske skupine, kojim govori 1 100 ljudi (1956 popis) iz plemena Werni u izoliranim brdima između rijeka Talodi i Bijeli Nil u južnom Sudanu.
Jedan je od dva istočnoheibanska jezika; drugi je ko [fuj]

## Vanjske poveznice
- Ethnologue (14th)
- Ethnologue (15th)